# Кичевско-мавровски народоосвободителен партизански отряд
Кичевско-мавровският народоосвободителен партизански отряд е комунистическа партизанска единица във Вардарска Македония, участвала в така наречената Народоосвободителна войска на Македония.
Създаден е в планината Яма на 21 май 1943 година. Състои се от 46 души от Мавровско-гостиварския отряд „Кораб“, Кичевския народоосвободителен партизански отряд „Козяк“ и Крушевския народоосвободителен партизански отряд „Питу Гули“. Партизаните на отряда се сражават при село Сливово на 23 май, Невестински гроб на 30 май, Пресека на 14 юни, Карбуница на 20 юни и други. След като отрядът нараства до 70 души през юли 1943 година се разделя на Мавровско-гостиварски народоосвободителен партизански отряд (Първи кичевски народоосвободителен отряд) и Кичевски народоосвободителен отряд (Втори кичевски народоосвободителен отряд). На 23 септември 1943 година отрядите влизат в рамките на Кичевския народоосвободителен батальон.

## Командване
- Иван Дойчинов – командир
- Мино Богданов – политически комисар
- Златко Биляновски – заместник-политически комисар
- Мирко Милески
- Ели Аргировска
- Димитър Берберовски